# Wolfsbuch (Creglingen)
Wolfsbuch ist ein Wohnplatz auf der Gemarkung des Creglinger Stadtteils Blumweiler im Main-Tauber-Kreis im fränkisch geprägten Nordosten Baden-Württembergs.

## Geschichte
Der Wortbestandteil buch des Ortsnamens Wolfsbuch deutet wohl auf einen Buchenwald hin. Der erste Wortbestandteil Wolf ergab sich, da die Einwohner zum Fang der in die Rothenburger Landwehr eingedrungenen Wölfe verpflichtet waren.
Der Ort kam als Teil der ehemals selbständigen Gemeinde Blumweiler am 1. Februar 1972 zur Stadt Creglingen.

## Kultur und Sehenswürdigkeiten

### Kulturdenkmale
Kulturdenkmale in der Nähe des Wohnplatzes sind in der Liste der Kulturdenkmale in Creglingen verzeichnet.

### Rad- und Wanderwege
Wolfsbuch liegt am Radweg Liebliches Taubertal – der Sportive.

## Verkehr
Der Ort ist über die K 2869 zu erreichen. 